# 布加勒斯特航空
布加勒斯特航空（Air Bucharest）是羅馬尼亞的全服務航空公司，總部設在該國首都布加勒斯特，於2010年成立。

## 航點
| 旗幟 | 城市       | 國家     | 機場名稱                      | 備註     |
|      | 布加勒斯特 | 羅馬尼亞 | 布加勒斯特亨利·科安德国际机场 | 樞紐機場 |

## 外部連結
- 官方網站 （页面存档备份，存于）（罗马尼亚文）